# Safora Yalkhani
Safora Yalkhani es una política afgana. Se desempeñó entre 2019 y 2021 como diputada de la Wolesi Jirga.

## Biografía
Nació en 1978 o 1979 (año persa 1357) en el distrito de Yakawlang, provincia de Bamiyán. Se hallaba casada.
Obtuvo un grado de bachiller en agricultura. Fue educadora en escuelas de Yakawlang, empleada de la UNHCR para refugiados regionales, diputada política para la Comisión de Derechos Humanos de la Organización de las Naciones Unidas, y participó en la delegación en emergencia Loyee Jirga.
En 2019 fue electa diputada de la Wolesi Jirga en representación de la provincia de Bamiyán, por el período iniciado en abril de ese año y que culminó de facto con la toma del poder por parte de los talibanes el 15 de agosto de 2021. Había integrado la comisión de Discapacitados y Mártires.